# Carl Meade
Carl Joseph Meade (Rantoul, 16 de novembro de 1950) é um ex-astronauta norte-americano.
Formado em engenharia eletrônica pela Universidade do Texas, trabalhou na Hughes Aircraft Company antes de entrar para a Força Aérea, onde se formou com distinção como piloto. Baseado na Carolina do Sul, voou em F-4 Phantom II até ser selecionado para  a Escola de Piloto de Teste da Força Aérea dos Estados Unidos e passou a servir na Base Aérea de Edwards, Califórnia,  trabalhando no desenvolvimento e avaliação de jatos Northrop F-5E Tiger II e Northrop F-20 Tigershark. Em 1985 foi transferido para a EPT-USAF onde foi instrutor de voo de McDonnell Douglas F-4 Phantom II, LTV A-7 Corsair II e Cessna A-37 Dragonfly, acumulando um total de 4.800 horas de voo em jatos e 25 tipos diferentes de aeronaves.
Em 1985 foi selecionado pela NASA para o curso de astronauta, formando-se no ano seguinte. Pelos quatro anos seguintes trabalhou em funções em terra no Centro Espacial John F. Kennedy e no Site de Lançamento de Vandenberg. Fez seu primeiro voo ao espaço em 15 de novembro de 1990 na STS-38 Atlantis, uma missão com carga secreta do Departamento de Defesa dos Estados Unidos, com a duração de cinco dias. A segunda missão, STS-50 Columbia, foi realizada entre 25 de junho e 9 de julho de 1992, uma das missões de estudos e experiências científicas com o uso do Spacelab.
A terceira e última missão, STS-64 Discovery, com início em 9 de setembro de 1994, viu Mead fazer a primeira caminhada espacial sem ligação com a espaçonave em dez anos, quando ele testou um novo sistema de auto-propulsão e resgate solto no espaço, passando sete horas fora da Discovery e mais de três horas no vácuo pilotando o equipamento.
Em suas três missões, acumulou um total de 29 dias em órbita terrestre.